# Geotrogus inflatus
Geotrogus inflatus är en skalbaggsart som beskrevs av Jean Baptiste Lucien Buquet 1840. Geotrogus inflatus ingår i släktet Geotrogus och familjen Melolonthidae. Utöver nominatformen finns också underarten G. i. deserticola.